# Ezekhiel Obasi
Ezekhiel Obasi es un deportista nigeriano que compitió en taekwondo. Ganó una medalla de plata en el Campeonato Africano de Taekwondo de 2009, en la categoría de +87 kg.

## Palmarés internacional
| Campeonato Africano | Campeonato Africano | Campeonato Africano | Campeonato Africano |
| Año                 | Lugar               | Medalla             | Categoría           |
| ------------------- | ------------------- | ------------------- | ------------------- |
| 2009                | Yaundé (Camerún)    | Medalla de plata    | +87 kg              |